# Maricá Futebol Clube
Maricá Futebol Clube, mais conhecido como Maricá, é uma agremiação esportiva da cidade de Maricá, no estado do Rio de Janeiro.
Entre 2017 e 2018, o clube fez uma parceria com o Clube de Futebol Rio de Janeiro, utilizando sua vaga e disputando as competições sob o nome de Rio de Janeiro/Maricá. Em 16 de julho de 2018, foi oficializada a entrada do Maricá Futebol Clube no lugar do Rio de Janeiro. Após vencer a Série A2, o Maricá participou pela primeira vez em sua história do Campeonato Carioca em 2025.

## História

### Antecedentes

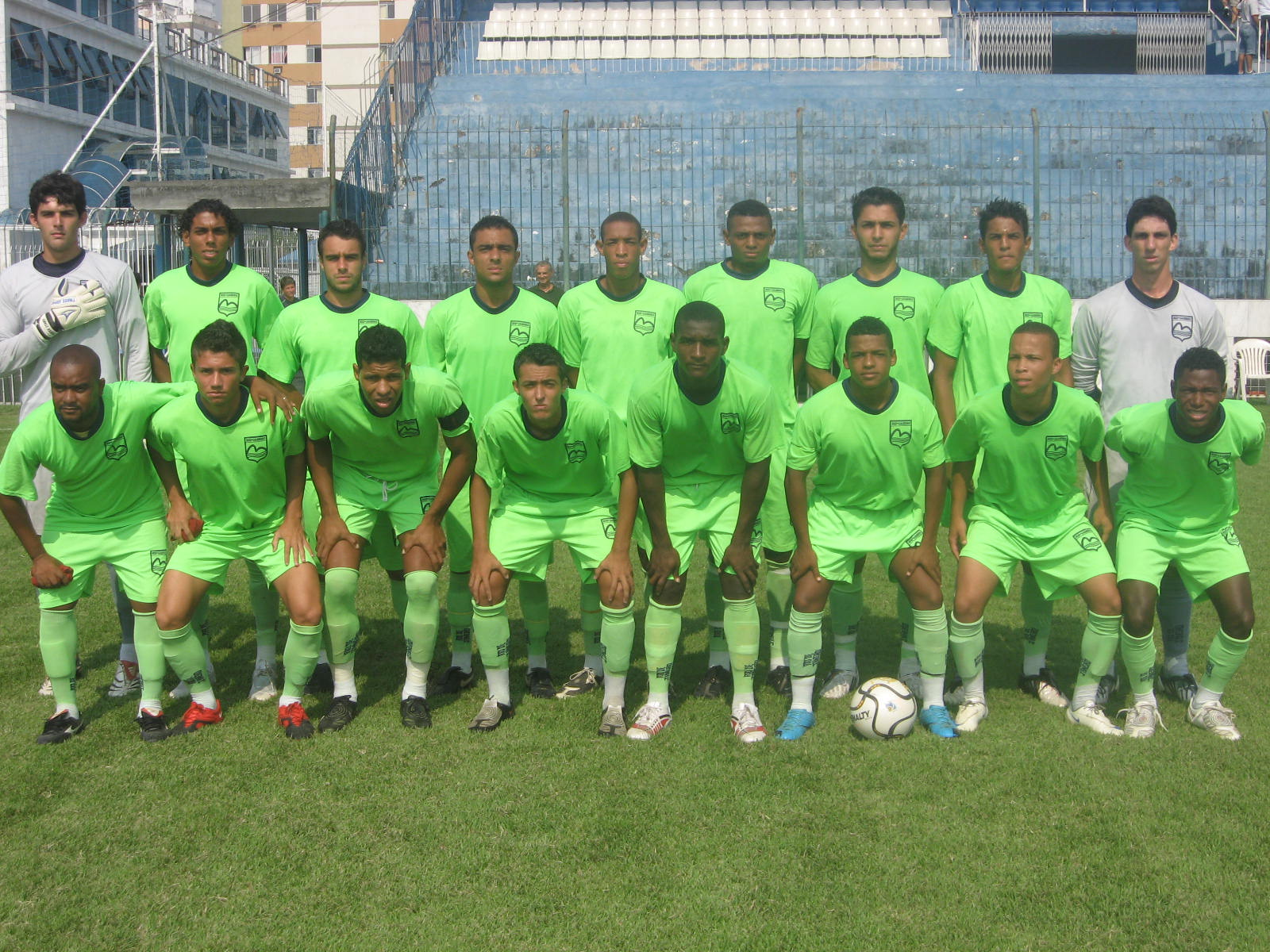
Equipe profissional do Rio de Janeiro de 2010

O Clube de Futebol Rio de Janeiro surge de uma divisão na Associação Desportiva Grande Rio, clube social de Piabetá que disputava apenas categorias de base.
Ênio Farias, sócio do clube, se desassociou do Grande Rio em 1999, e para fundou o Rio de Janeiro em 2003. O restante do Grande Rio formou uma parceria com o clube italiano Brescia Calcio e passou a adotar o nome Grande Rio Bréscia Clube.
Em 2009, o clube sagrou-se campeão Estadual da Terceira Divisão do Rio de Janeiro, na categoria Juniores, ao vencer na final o Leme Futebol Clube Zona Sul por 4 a 3.[carece de fontes?]

### Parceria Rio de Janeiro/Maricá
Em 2017, o Rio de Janeiro fez uma parceria com o Maricá Futebol Clube, clube fundado no mesmo ano, e idealizado por Douglas Almeida, gestor de futebol com passagem pelo Araruama. O clube surgiu com o objetivo de trazer de volta o futebol profissional para a cidade de Maricá, que desde 2005, quando o Taquaral disputou a Copa Rio, não possuía equipes profissionais.
Já no primeiro ano de parceria, o Maricá disputou o Campeonato Carioca - 3° divisão. O objetivo era seguir o caminho de outras parcerias que deram certo no futebol carioca, como a parceria entre Campos Atlético Associação e Carapebus, parceria entre Arraial do Cabo e Araruama e a parceria entre Santa Cruz e Belford Roxo.
Após o anuncio de Polaco Valoura como treinador para a disputa da 3° divisão do Estadual, o Maricá confirmou o nome de 24 jogadores que iriam fazer parte do elenco na temporada. Dentre as peças que estavam à disposição de Valoura destacavam-se o volante Lucas Candido e o lateral-esquerdo Maylson, que defenderam o Araruama.
A definição do plantel veio logo após as avaliações que o clube recém-criado realizou na cidade de Maricá. Segundo o gestor de futebol, Douglas Almeida, os atletas que tiveram os nomes revelados formaram a espinha dorsal da equipe, que ainda buscava contratações pontuais para fechar o grupo.
O primeiro jogo oficial da equipe ocorreu no dia 28 de maio de 2017, contra o Angra dos Reis, jogo que terminou empatado em 2x2.

### Maricá Futebol Clube
Em 22 de julho de 2018, o Maricá adquire a vaga do Rio de Janeiro na FERJ, sendo assim o Rio de Janeiro sai de jogada e permanece apenas o Maricá. Em 2019, em sua segunda temporada com o novo nome, o clube consegue acesso ao Campeonato Carioca - 2° divisão de 2020, após o vice-campeonato no estadual da 3° divisão vencido pelo Esporte Clube Rio São Paulo.  
No dia 2 de dezembro de 2020, o Maricá faz história e conquista o seu primeiro título: a Taça Corcovado, segundo turno do Campeonato Carioca - 2° divisão. Após empatar por 0x0 no tempo regulamentar, o Maricá venceu o Nova Iguaçu nos pênaltis por 4x3 , com uma bela atuação dos jogadores nas cobranças, além de contar também com um pênalti defendido pelo goleiro Júlio Cesar, levando a equipe ao seu primeiro título.  
Na temporada de 2021, o Maricá chega a final da Copa Rio. Na final, tanto no jogo de ida como no jogo de volta, o placar foi 1x1. O Maricá perdeu a decisão nos pênaltis para o Pérolas Negras. O campeão, Pérolas Negras, escolheu disputar a Série D do Campeonato Brasileiro, enquanto o Maricá disputou a Copa do Brasil de 2022, pela primeira vez em sua história.
O Tsunami enfrentou o Guarani pela primeira fase da Copa do Brasil 2022, mas foi derrotado pela equipe paulista por 1x0 em Saquarema, sendo eliminado da competição.  Com os resultados ruins na 2° divisão do Campeonato Carioca de 2022, risco de rebaixamento e pressão da torcida, o técnico Marcus Alexandre Cravo pede demissão do clube, que contrata Marcelo Buarque para o seu lugar. 
Em 2024, o clube conquistou a Taça Santos Dumont de maneira invicta ao bater na última rodada, o Audax Rio. A equipe venceu sete e empatou quatro jogos, tendo marcado quatorze e sofrendo quatro gols, sendo a melhor defesa da competição. Com o título, o clube se habilitou às semifinais, enfrentando novamente o Audax Rio, com quem decidiu o título do turno.
Nas semifinais, o Tsunami eliminou a equipe do Audax Rio, após uma vitória histórica pelo placar de 4x3 no Estádio João Saldanha, na cidade de Maricá. O gol da virada foi marcado aos 53 minutos do 2° tempo pelo atacante Pablo Thomaz. O resultado agregado terminou em 4x4. Como a equipe possuía vantagem do empate por ser o campeão da Taça Santos Dumont, classificou-se para a final.  
Na final, a equipe enfrentou o Olaria, que chegava a sua terceira final consecutiva, tendo sido vice nas duas anteriores, confronto que não seria nada fácil para o Tsunami. No primeiro jogo, as equipes terminaram no placar de 1 a 1, sendo que a equipe saiu na frente com o atleta Felipinho, mas sofreu o gol do empate do Olaria marcado por Macário. No segundo jogo, mando do clube, as equipes terminaram no placar de 0 a 0, decidindo a competição nos pênaltis. Na disputa de pênaltis, o goleiro Dida se agigantou para pegar dois pênaltis da equipe adversária e o zagueiro Sandro Silva acertou a cobrança final para liquidar o título e o acesso para a elite do Campeonato Carioca.
Após conquistar o título da Série A2 do Carioca e assegurar a vaga na primeira divisão do estadual em 2025, o clube faturou também a Copa Rio. Com isso, escolheu disputar a Série D do Brasileirão do próximo ano.
O título inédito do clube metropolitano veio após o empate em 0 a 0, com o Olaria, no Estádio João Saldanha, na segunda partida da decisão da competição. O Tsunami foi beneficiado pelo resultado no jogo de ida, quando venceu a equipe da Rua Bariri, por 1 a 0, com gol do artilheiro Pablo Thomaz.
Em 2025, fez sua estreia no Campeonato Carioca, vencendo o Botafogo por 2 a 1, no estádio Nilton Santos. Terminou a competição na 10ª colocação.

## Símbolos

### Uniformes
Em 25 de maio de 2017, o clube lançou os uniformes para a temporada 2017.

## Torcida Organizada
- Torcida Organizada União Maricá[30]
- Torcida Organizada Império do Maricá
- Torcida Organizada Maricá Chopp

## Sedes e Estádios
Por conta da falta de estádios na cidade, durante anos, o Maricá FC mandou a maioria seus jogos no estádio Alzirão, localizado na cidade de Itaboraí. Além disso, a equipe também mandou alguns jogos no estádio Elcyr Resende, na cidade de Saquarema.

### Maricá FC passa a jogar na sua cidade
Após uma longa espera, em 2024 as obras no estádio do Maricá FC foram concluídas. O Estádio Municipal João Saldanha, nova casa da equipe, está localizado no bairro de Cordeirinho e tem capacidade para 2.000 pessoas.
O primeiro jogo profissional da história do estádio aconteceu no dia 18 de maio de 2024. O Maricá FC derrotou o Olaria pelo placar de 2x0, com dois gols do atacante Pablo Thomaz, colocando seu nome na história do clube.

## Títulos
| ESTADUAIS          | ESTADUAIS                     | ESTADUAIS | ESTADUAIS  |
|                    | Competição                    | Títulos   | Temporadas |
| ------------------ | ----------------------------- | --------- | ---------- |
|                    | Copa Rio                      | 1         | 2024       |
|                    | Campeonato Carioca - Série A2 | 1         | 2024       |
| TURNOS DO ESTADUAL |                               |           |            |
|                    | Competição                    | Títulos   | Temporadas |
|                    | Taça Corcovado                | 1         | 2020       |
|                    | Taça Santos Dumont            | 1         | 2024       |

#### Campanhas de Destaque
Vice-Campeão do Campeonato Carioca - 3° divisão: 2019 .
 Vice-Campeão da Copa Rio: 2021

### Categorias de Base
- Campeonato Carioca Sub-17 - 2° divisão: 2021[38]
- Campeonato Carioca Sub-20 - 3° divisão(3x) : 2009[nota 2], 2017[nota 3]e 2019[41]
- Campeonato Carioca Sub-15 - Série B: 2019[42]
- Copa Light Sub-17(2x): 2018[43] e 2021[44]
- Copa Light Sub-15: 2019[45]

## Estatísticas

### Participações
|  | Participações em 2025 |

| Competição     | Competição         | Temporadas | Melhor campanha     | Estreia | Última | P | R |
| Rio de Janeiro | Campeonato Carioca | 1          | 10º colocado (2025) | 2025    | 2025   |   | – |
| Rio de Janeiro | Série A2           | 5          | Campeão (2024)      | 2020    | 2024   | 1 | – |
| Rio de Janeiro | Série B1           | 7          | Vice-campeão (2019) | 2009    | 2019   | 1 | – |
| Rio de Janeiro | Copa Rio           | 7          | Campeão (2024)      | 2018    | 2025   |   |   |
| Brasil         | Série D            | 1          | 31º colocado (2025) | 2025    | 2025   | – |   |
| Brasil         | Copa do Brasil     | 1          | 1ª fase (2022)      | 2022    | 2022   |   |   |

## Elenco atual
- Atualizado em 11 de janeiro de 2025.